# チュール布
チュール布（チュールぬの）とは、六角形の網地を織り出す織物の一種。名前の由来はフランスのチュールで生産されていたことから。日本語では、網地の形から亀甲紗（きっこうしゃ）とも呼ばれる。元々は、絹織物であったが、後に他の素材でも作られるようになり、綿製の綿チュール、ナイロン製のナイロンチュールなどもある。

## 概要
チュールには製法の違いから、ラッシェルチュールとボビンネットの二種類がある。
ラッシェルチュールは、ラッシェル編機で製作されたチュールで、経糸を絡ませて網地を編みあげるもの。ほぼ全世界で大量生産されており、一般に女性服やカーテン地に使われるのはこちらのラッシェルチュールである。編み物であるため、柔らかく柔軟性があるが型崩れしやすい。
ボビンネットはボビンネット織機で制作されたチュールで、レース糸を組んで織りあげるもの。19世紀に発明された手法だが、手間がかかることから現在はボビンネット織機自体が希少であり、フランスのカレー地方やイギリスのノッティンガム地方などで少量生産されている。織物であるため、生地に張りがあり格調高い印象で型崩れしにくい。
チュールに水玉模様を編みだしたポワン・ドゥ・エスプリや、刺繍で模様を施したチュールレースなどもチュール布の一種である。